# Bhavishya Purana

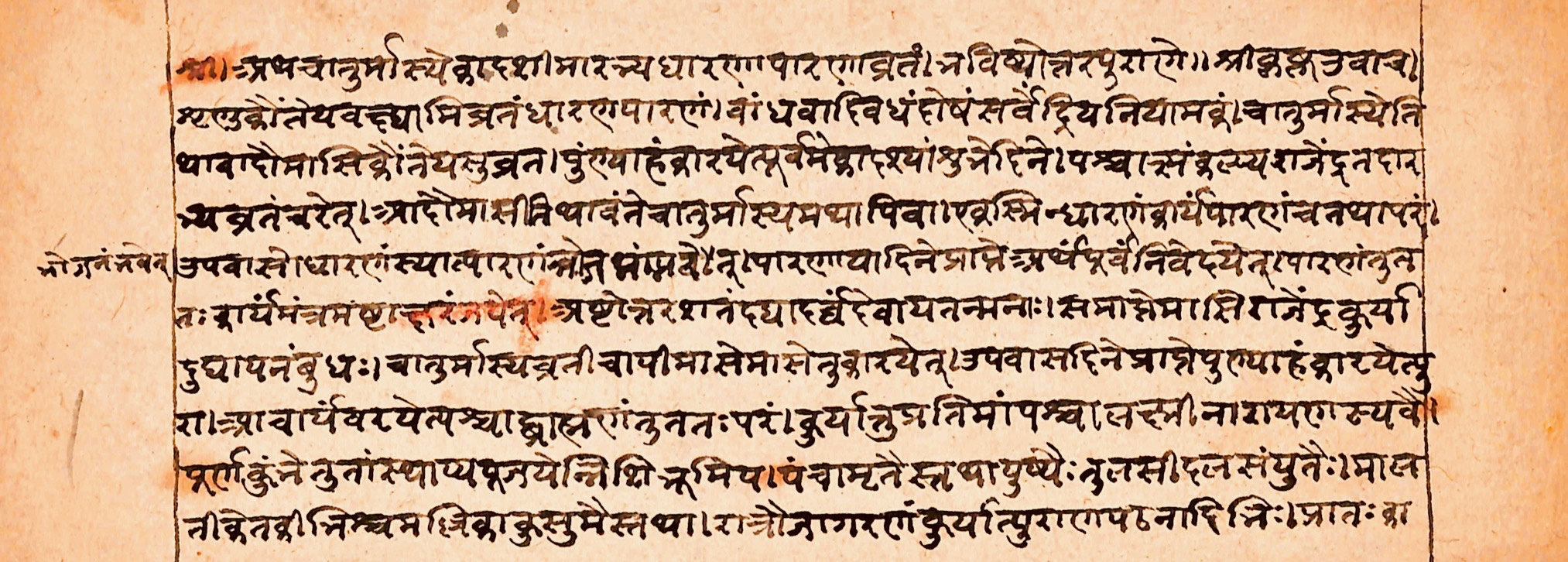
Détail d'une page du manuscrit

Le Bhaviṣya Purāṇa ou Bhaviṣyapurāṇa (sanskrit: भविष्य पुराण également Bhaviṣyat Purāṇa) est l'un des dix-huit grands Purāṇa Hindou. Il est écrit en sanscrit et attribué à Vyāsa, le compilateur des Veda. Le titre Bhaviṣya Purāṇa désigne un travail qui contient des prophéties concernant l'avenir (en sanskrit: bhaviṣya). Bien qu'il ait été étiqueté comme Purāṇa, (Purāṇa signifie «des temps anciens», à l’origine purāṇam ākhyānam, «récit des temps anciens»), cette œuvre ne concerne que quelques légendes. C'est l'un des purāṇa dans lequel une liste de dynasties royales du «passé» est suivie par des listes de rois dont le règne est prédit à l'avenir.
Le texte tel qu'il existe aujourd'hui est un composite de matériaux allant du très vieux au très récent. Des portions du texte existant sont tirées du livre de la loi de Manu, y compris la narration de la Création dont il fait partie. Bhaviṣya Purāṇa est classé comme l'un des dix Purāṇa Shaiva dans le système de classification utilisé dans le Śivarahasya-khaṇḍa de la Śaṅkara Saṃhitā.
Dans le système traditionnel de classification selon les trois guṇa donnés dans le Padma Purana, il est classé dans la catégorie des rajas, qui contient des Purāṇas dont la divinité centrale est Brahma,.

## Sources
- (en) Maurice Winternitz, History of Indian Literature, New Delhi, Oriental Books Reprint Corporation, 1972 Second revised reprint edition. Two volumes. First published 1927 by the University of Calcutta.

- (en) Cet article est partiellement ou en totalité issu de l’article de Wikipédia en anglais intitulé « Bhavishya Purana » (voir la liste des auteurs).